# Fred Martin
Fred George Martin (ur. 13 maja 1929 w Carnoustie, zm. 20 sierpnia 2013 w Methven) – szkocki piłkarz występujący na pozycji bramkarza.

## Kariera klubowa
Martin jako junior występował w amatorskim zespole Carnoustie Panmure, zaś przez całą karierę seniorską reprezentował barwy Aberdeen ze Scottish Division One. W sezonie 1954/1955 wywalczył z nim mistrzostwo Szkocji, a w sezonie 1955/1956 – wicemistrzostwo Szkocji oraz Puchar Ligi Szkockiej. Trzykrotnie osiągnął z Aberdeen również finał Pucharu Szkocji (1952/1953, 1953/1954, 1958/1959), jednak ani razu nie zwyciężył w tych rozgrywkach.

## Kariera reprezentacyjna
W reprezentacji Szkocji Martin zadebiutował 5 maja 1954 w wygranym 1:0 towarzyskim meczu z Norwegią. W tym samym roku został powołany do kadry na mistrzostwa świata. Zagrał na nich w obu spotkaniach swojej drużyny: z Austrią (0:1) i Urugwajem (0:7), a Szkocja zakończyła turniej na fazie grupowej.
W latach 1954–1955 w drużynie narodowej rozegrał 6 spotkań.